# District historique d'Oak Ridge
Le district historique d'Oak Ridge, ou Oak Ridge Historic District en anglais, est un district historique à Oak Ridge, dans le Tennessee, aux États-Unis. Inscrit au Registre national des lieux historiques depuis le 5 septembre 1991, il protège notamment l'Alexander Guest House.